# Pongamiopsis pervilleana
Pongamiopsis pervilleana é uma espécie vegetal da família Fabaceae.
Apenas pode ser encontrada no Madagáscar.